# Helenaveen
Helenaveen est un village du sud-est de la commune néerlandaise de Deurne, dans la province du Brabant-Septentrional. Helenaveen est situé au cœur de la région de Peel, région de tourbières.

## Histoire
Helenaveen a été fondé en 1853 par un exploitant des extractions de la tourbe, Jan van der Griendt dont l'épouse s'appelait Helena Panis. Le long du canal de transport Helenavaart furent construits les villages d'exploitation Griendtsveen et Helenaveen. Ces deux villages sont les seuls de ce type dans le sud des Pays-Bas, et c'est une des raisons pour lesquelles le village de Helenaveen a un statut de patrimoine protégé depuis 1999. 
Aujourd'hui il n'y a plus d'exploitation industrielle de la tourbe. Helenaveen a fêté ses 150 ans d'existence en 2003. 

## Inspiration artistique
Helenaveen a inspiré plusieurs artistes néerlandais, tant dans la littérature que dans la musique : 
- le groupe Rowwen Hèze lui a consacré une chanson Helenaveen ;
- l'écrivain Toon Kortooms a pris Helenaveen comme modèle pour Mariaveen, village où se déroulent quelques-uns de ses romans régionalistes ;
- le chanteur Jules de Corte s'y était établi.